# Saurosuchus
A Saurosuchus (jelentése 'gyík krokodil') az archosaurus hüllők egy kihalt, a rauisuchia rendhez tartozó neme, amely a késő triász időszakban élt Argentínában. 7 méteres hosszával a csoport legnagyobb tagja volt, kivéve talán a kevésbé jól ismert Fasolasuchust. A Saurosuchus más rauisuchiákhoz hasonlóan négy, függőleges helyzetben levő lábon járt. A hátsó lábai valószínűleg azt is lehetővé tették, hogy egy rövid időre felágaskodjon. A zsákmányára feltehetően lesből támadt rá. Egyesek szerint a mérete által akkora dinoszauruszokra is vadászhatott, mint a húsevő Herrerasaurus és a kisebb Eoraptor.

## Fordítás
- Ez a szócikk részben vagy egészben a Saurosuchus című angol Wikipédia-szócikk ezen változatának fordításán alapul.  Az eredeti cikk szerkesztőit annak laptörténete sorolja fel. Ez a jelzés csupán a megfogalmazás eredetét és a szerzői jogokat jelzi, nem szolgál a cikkben szereplő információk forrásmegjelöléseként.